# 全国高等学校野球選手権静岡大会
全国高等学校野球選手権静岡大会（ぜんこくこうとうがっこうやきゅうせんしゅけんしずおかたいかい）は、静岡県で開催されている全国高等学校野球選手権大会の地方大会。

## 沿革
- 1915年（第1回）・1917年（第3回）・1919年（第5回）は不参加。
- 1916年（第2回）・1918年（第4回）・1920年（第6回）から1922年（第8回）は愛知・岐阜・三重との東海大会
- 1923年（第9回）から1930年（第16回）は神奈川との神静大会
- 1931年（第17回）から1935年（第21回）は山梨・神奈川との甲神静大会
- 1936年（第22回）から1957年（第39回）は山梨との山静大会
  - ただし、1941年（第27回）は関東軍特種演習の動員輸送により全国大会が中止となったため、静岡県大会が8月5日から8月10日まで参加16チームで開催された。例年の山静大会静岡県予選と同様のトーナメント方式。
- 1958年（第40回）から静岡大会
  - ただし、2020年（第102回）は新型コロナウイルス感染症（COVID-19）の流行により全国大会が中止となったため、静岡県独自の大会として「2020夏季静岡県高等学校野球大会」が7月11日から8月2日まで参加108チームで開催された。例年の静岡大会と同様のトーナメント方式だが、7イニング制で8回からはタイブレークが適用された。

## 使用球場
- 静岡県草薙総合運動場硬式野球場（主会場。開会式、開幕試合、決勝戦が行われる）[1]
- 浜松球場（2010年・92回大会決勝会場）
- 静岡県営愛鷹球場（2012年・94回大会決勝会場）
- 静岡市清水庵原球場(ちゅ〜るスタジアム清水)（準々決勝戦まで）
- 島田球場
- 焼津球場
- 富士球場
- 裾野球場
- 掛川球場
- 磐田球場
- 浜岡球場[2]

かつては、沼津市営球場、浜北球場も使用されていた。

## 大会結果
| 年度（大会）          | 校数 | 優勝校             | 決勝スコア | 準優勝校           | 備考     | 全国大会          |
| --------------------- | ---- | ------------------ | ---------- | ------------------ | -------- | ----------------- |
| 1958年（第40回大会）  | 58   | 清水東             | 11 - 0     | 掛川西             |          | 2回戦敗退         |
| 1959年（第41回大会）  |      | 静岡商             | 11 - 0     | 静岡市立           |          | 2回戦敗退         |
| 1960年（第42回大会）  |      | 静岡               | 1 - 0      | 静岡商             |          | 準優勝            |
| 1961年（第43回大会）  |      | 浜松商             | 5 - 1      | 東海大一           |          | 1回戦敗退         |
| 1962年（第44回大会）  |      | 静岡市立           | 2 - 1      | 静岡商             |          | 1回戦敗退         |
| 1963年（第45回大会）  |      | 静岡               | 4 - 2      | 東海大一           |          | 2回戦敗退         |
| 1964年（第46回大会）  |      | 掛川西             | 4 - 1      | 清水工             |          | 2回戦敗退         |
| 1965年（第47回大会）  |      | 東海大一           | 4 - 3      | 静岡               |          | 2回戦敗退         |
| 1966年（第48回大会）  |      | 静岡商             | 6 - 5      | 掛川西             |          | 2回戦敗退         |
| 1967年（第49回大会）  |      | 浜松商             | 1 - 0      | 清水東             |          | 1回戦敗退         |
| 1968年（第50回大会）  |      | 静岡商             | 4 - 0      | 浜松北             |          | 準優勝            |
| 1969年（第51回大会）  |      | 静岡商             | 1 - 0      | 静岡               |          | 準々決勝敗退      |
| 1970年（第52回大会）  |      | 静岡               | 3 - 0      | 富士宮北           |          | 1回戦敗退         |
| 1971年（第53回大会）  |      | 静岡学園           | 6 - 0      | 浜松西             |          | 準々決勝敗退      |
| 1972年（第54回大会）  |      | 東海大工           | 5 - 2      | 浜松商             |          | 準々決勝敗退      |
| 1973年（第55回大会）  |      | 静岡               | 5 - 1      | 自動車工           |          | 準優勝            |
| 1974年（第56回大会）  |      | 静岡商             | 5 - 2      | 清水市商           |          | 準々決勝敗退      |
| 1975年（第57回大会）  |      | 浜松商             | 3 - 1      | 静岡学園           | 延長10回 | 3回戦敗退         |
| 1976年（第58回大会）  |      | 東海大一           | 2 - 1      | 修善寺工           |          | 3回戦敗退         |
| 1977年（第59回大会）  |      | 掛川西             | 1- 0       | 東海大一           |          | 1回戦敗退         |
| 1978年（第60回大会）  |      | 静岡               | 7 - 3      | 東海大工           |          | 2回戦（初戦）敗退 |
| 1979年（第61回大会）  |      | 富士               | 4 - 3      | 市沼津             | 延長10回 | 2回戦（初戦）敗退 |
| 1980年（第62回大会）  |      | 浜松商             | 4 - 0      | 浜松西             |          | 準々決勝敗退      |
| 1981年（第63回大会）  |      | 浜松西             | 3 - 0      | 東海大工           |          | 2回戦敗退         |
| 1982年（第64回大会）  |      | 静岡               | 5 - 1      | 富士               |          | 1回戦敗退         |
| 1983年（第65回大会）  |      | 東海大一           | 2 - 1      | 静岡               |          | 3回戦敗退         |
| 1984年（第66回大会）  |      | 浜松商             | 4 - 1      | 東海大一           |          | 2回戦敗退         |
| 1985年（第67回大会）  |      | 東海大工           | 5 - 2      | 静清工             |          | 2回戦（初戦）敗退 |
| 1986年（第68回大会）  |      | 清水市商           | 3 - 0      | 静岡商             |          | 1回戦敗退         |
| 1987年（第69回大会）  |      | 静岡               | 7 - 2      | 島田               |          | 2回戦（初戦）敗退 |
| 1988年（第70回大会）  |      | 浜松商             | 4x - 3     | 富士宮西           | 延長13回 | 準々決勝敗退      |
| 1989年（第71回大会）  |      | 日大三島           | 9 - 8      | 長泉               |          | 1回戦敗退         |
| 1990年（第72回大会）  |      | 浜松商             | 6 - 2      | 御殿場西           |          | 2回戦敗退         |
| 1991年（第73回大会）  |      | 市沼津             | 4 - 3      | 東海大工           |          | 2回戦（初戦）敗退 |
| 1992年（第74回大会）  |      | 桐陽               | 3 - 2      | 静清工             |          | 2回戦敗退         |
| 1993年（第75回大会）  |      | 掛川西             | 4 - 2      | 静岡商             |          | 2回戦（初戦）敗退 |
| 1994年（第76回大会）  |      | 浜松工             | 3 - 1      | 静岡               |          | 1回戦敗退         |
| 1995年（第77回大会）  |      | 韮山               | 14 - 2     | 興誠               |          | 3回戦敗退         |
| 1996年（第78回大会）  |      | 常葉菊川           | 3x - 2     | 掛川西             |          | 1回戦敗退         |
| 1997年（第79回大会）  |      | 浜松工             | 3 - 0      | 興誠               |          | 3回戦敗退         |
| 1998年（第80回大会）  |      | 掛川西             | 2 - 1      | 浜松工             |          | 1回戦敗退         |
| 1999年（第81回大会）  |      | 静岡               | 15 - 1     | 常葉橘             |          | 3回戦敗退         |
| 2000年（第82回大会）  |      | 浜松商             | 4x - 3     | 常葉菊川           | 延長10回 | 2回戦敗退         |
| 2001年（第83回大会）  | 114  | 静岡市立           | 3 - 1      | 東海大翔洋         |          | 1回戦敗退         |
| 2002年（第84回大会）  | 114  | 興誠               | 6 - 4      | 浜松商             |          | 3回戦敗退         |
| 2003年（第85回大会）  | 116  | 静岡               | 4 - 0      | 浜名               |          | 3回戦敗退         |
| 2004年（第86回大会）  | 118  | 東海大翔洋         | 7 - 5      | 静岡商             |          | 3回戦敗退         |
| 2005年（第87回大会）  | 119  | 静清工             | 4 - 3      | 富士宮北           |          | 2回戦敗退         |
| 2006年（第88回大会）  | 119  | 静岡商             | 2 - 0      | 浜名               |          | 2回戦敗退         |
| 2007年（第89回大会）  | 120  | 常葉菊川           | 9 - 2      | 静岡商             |          | 準決勝敗退        |
| 2008年（第90回大会）  | 119  | 常葉菊川           | 9 - 1      | 静岡               |          | 準優勝            |
| 2009年（第91回大会）  | 119  | 常葉橘             | 10 - 0     | 浜名               |          | 3回戦敗退         |
| 2010年（第92回大会）  | 118  | 常葉橘             | 5 - 3      | 常葉菊川           |          | 1回戦敗退         |
| 2011年（第93回大会）  | 118  | 静岡               | 3 - 1      | 磐田東             |          | 1回戦敗退         |
| 2012年（第94回大会）  | 119  | 常葉橘             | 4 - 3      | 静岡商             |          | 1回戦敗退         |
| 2013年（第95回大会）  | 117  | 常葉菊川           | 1x - 0     | 菊川南陵           |          | 3回戦敗退         |
| 2014年（第96回大会）  | 113  | 静岡               | 3 - 2      | 掛川西             |          | 1回戦敗退         |
| 2015年（第97回大会）  | 112  | 静岡               | 5 - 1      | 飛龍               |          | 1回戦敗退         |
| 2016年（第98回大会）  | 112  | 常葉菊川           | 12 - 0     | 袋井               |          | 2回戦（初戦）敗退 |
| 2017年（第99回大会）  | 112  | 藤枝明誠           | 23 - 10    | 日大三島           |          | 1回戦敗退         |
| 2018年（第100回大会） | 111  | 常葉大菊川         | 6x - 5     | 島田商             |          | 3回戦敗退         |
| 2019年（第101回大会） | 112  | 静岡               | 3 - 2      | 駿河総合           |          | 1回戦敗退         |
| 2020年（独自大会）    | 108  | 聖隷クリストファー | 6 - 5      | 浜松開誠館         | 7回制    | 中止              |
| 2021年（第103回大会） | 108  | 静岡               | 4 - 0      | 東海大静岡翔洋     |          | 1回戦敗退         |
| 2022年（第104回大会） | 107  | 日大三島           | 8 - 1      | 静清               |          | 1回戦敗退         |
| 2023年（第105回大会） | 107  | 浜松開誠館         | 12 - 8     | 東海大静岡翔洋     |          | 2回戦敗退         |
| 2024年（第106回大会） | 108  | 掛川西             | 7 - 2      | 聖隷クリストファー |          | 2回戦敗退         |
| 2025年（第107回大会） | 107  | 聖隷クリストファー | 3 - 1      | 静岡               |          |                   |

## 放送体制
- 静岡朝日テレビで決勝を中継（2018年までは4回戦以降、2021年までは開会式と準決勝以降、同局webでは地上波で中断される時間帯の試合が配信される。2016年以降は地上波と同時配信も行う）2025年は準々決勝以降を中継、NHK静岡放送局（総合・教育）で準決勝と決勝が生中継される[3]。
- ラジオ放送では、NHK静岡放送局（準決勝以降、2018年までは準々決勝以降）、2009年からFM島田が市内の高校の出場する試合を、エフエムみしま・かんなみが三島・田方地区の試合を中心に愛鷹球場から中継（中継を行わない年もある）。
- トコちゃんねる静岡では、1回戦から3回戦まで愛鷹球場での試合を生中継する。2014年からは2つのチャンネルを使い草薙球場の試合も同時に生中継、2021年は清水庵原・浜松の試合を録画放送する（2016年は草薙球場の試合がメインとなり愛鷹球場の試合は中継を行うが生中継は一部の日程になる。また同年は島田球場の1回戦から3回戦の全試合も録画中継する。2017年からは草薙・愛鷹を生中継、清水庵原・島田の試合を録画放送、2019年は浜松球場の試合も録画放送する）。
- 浜松ケーブルテレビでは浜松球場で開催される1回戦から3回戦までの試合を生中継する。
- 2021年は「バーチャル高校野球」でも草薙・愛鷹・浜松の全試合、清水庵原で行われる準々決勝を配信する。

かつては、静岡放送テレビ、テレビ静岡からも中継されていた。ラジオでは、2022年までSBSラジオ（準決勝、2019年まで準々決勝以降）が中継。